# Perro de agua cantábrico
El perro de agua cantábrico es una raza canina originaria de la costa de Cantabria, en el norte de la España, utilizada tradicionalmente como ayudante en barcos. Fue catalogado como raza independiente por el Comité de Razas del Ministerio de Medio Ambiente el 22 de marzo de 2011.

## Historia de la raza

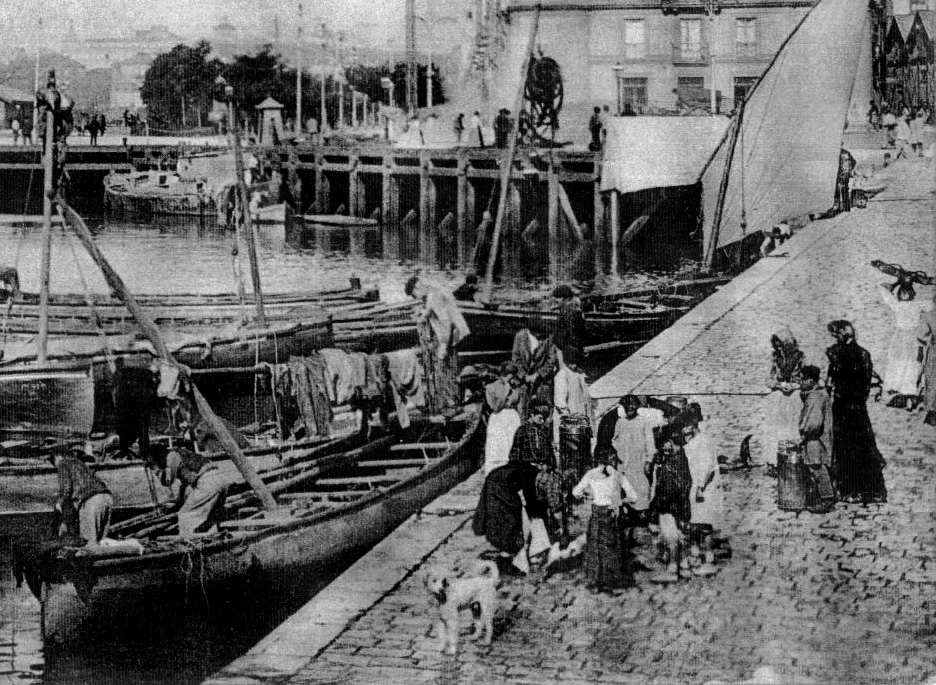
Perro de agua cantábrico a comienzos del en el puerto de Santander.

El perro de agua cantábrico constituye una población ancestral en el norte de la península ibérica, cuyos orígenes parecen ser comunes a los del barbet. Se trata de una raza con gran arraigo social, cultural, histórico y geográfico en los pueblos del mar Cantábrico, principalmente a lo largo de la costa de Cantabria, existiendo alguna población en la zona oriental de Asturias y la zona occidental de Vizcaya. 
Su trabajo ha estado tradicionalmente relacionado con las labores pesqueras: recoger los peces que caían al agua o escapaban de las redes siendo capaces incluso de detectar bancos de peces superficiales, vigilar los pesqueros cuando estaban amarrados en puerto, llevar los cabos entre barcos o al muelle para su amarre, realizado en ocasiones por los propios perros, desratizar del barco o salvavidas de náufragos en casos de temporal. Desde mediados del siglo XX declina progresivamente ya que las nuevas tecnologías les restan protagonismo en los pesqueros, siendo hoy escasos los perros embarcados, aunque son numerosos en los puertos como perro de compañía. El censo cántabro de animales de esta población según la Consejería de Desarrollo Rural del Gobierno de Cantabria era de 1216 ejemplares en febrero de 2009.

## Diferenciación de la raza
La población canina del perro de agua cantábrico muestra una clara diferenciación morfológica y genética que permite discriminarla de otras poblaciones caninas del mismo grupo con distribución por áreas geográficas próximas. Los estudios genéticos lo sitúan tan próximo al perro de agua español como al barbet y al caniche.
Según el estudio genético es la población de perros de agua más antigua de la península ibérica, y junto con el Barbet los más antiguos de todos los perros de agua del mundo.
En general, se trata de animales más ligeros y de menor estatura que los de la raza española donde estaban previamente incluidos. Así, el 75 % de los machos y el 38 % de las hembras quedarían excluidos del estándar racial por la alzada a la cruz, mientras que si se utiliza el criterio del peso, quedarían excluidos del estándar racial el 91 % de los machos y el 80 % de las hembras.

## Características[3]

### Apariencia
Se trata de un perro armónico, de tamaño mediano con tendencia a pequeño:
- Altura a la cruz: machos entre 42 y 45 cm y hembras entre 40 y 43 cm.
- Peso: machos entre 15 y 17 kg y hembras entre 12 y 14 kg.

Su pelo es rizado en la totalidad de su cuerpo formando rizos tupidos, con la misma longitud en la cabeza y las orejas que en el resto del cuerpo. Tiene subpelo abundante, lo que hace que al crecer el pelo se formen placas de pelo, debido a lo cual para mantener un pelo suelto, habrá que tenerlo más bien corto. La capa externa y sobre todo la capa interna de pelos son impermeables. 
El color del perro de agua cantábrico es blanco. Siempre deberá tener la trufa, la boca y los párpados de color negro o marrón. La piel es flexible, fina y bien adherida. Puede ser despigmentada o con manchas por distintas partes del cuerpo.

### Temperamento y comportamiento
Es un animal inteligente, activo, alegre y elegante, con una gran capacidad de aprendizaje. De apariencia tranquila y reposada, se muestra muy activo cuando está trabajando. Bien aplomado y bien musculado. El valor, la buena predisposición para el trabajo, la vivacidad, la inteligencia, el disfrute del agua y sobre todo la cualidad general y las disposiciones deben tener prioridad al momento de la selección y la crianza del perro de agua cantábrico. La timidez o la agresividad no son deseables en esta raza. Nadador y buceador extraordinario.

### Funciones tradicionales
Originariamente, esta raza desempeñaba múltiples funciones a bordo de las traineras (embarcaciones tradicionales de la costa cantábrica): recogida de peces que caían o escapaban de las redes, transporte de cabos al muelle o entre embarcaciones, mensajes entre barcos, salvamento de náufragos (arrojado al mar y conduciendo a la orilla), desratización del pesquero, vigilancia durante el atraque, detección de bancos de peces superficiales, entre otras.